# رسالة تل العمارنة EA 75
رسالة تل العمارنة EA 75، بعنوان: "الفوضى السياسية"، هي رسالة قصيرة من ريب حدة أكادي ملك جبيل في منتصف القرن الرابع عشر قبل الميلاد. وهو مؤلف حوالي ستين رسالة من رسائل تل العمارنة كلها إلى أخناتون. كانت جبيل مستعمرة مصرية قديمة، وكانت محاذية لعدد قليل من المدن المجاورة.
تعرضت رسالة تل العمارنة EA 75 للتلف مع فقدان بضعة أسطر في الجزء السفلي والوجه وأجزاء من بدايات الأسطر ونهاياتها، لكن موضوع الرسالة واسع النطاق — حيث يشرح الصراع مع " عبيرو" وأيضًا دول الملك العظيم الكبرى في المنطقة (هاتي ( حاتتوسا ) وميتاني).
بعد مقدمة قصيرة عن الفرعون، يتم ربط المضايق الأليمة التي تعاني منها الدولة المدينة. تُباع الممتلكات في ياريموتا للبقاء على قيد الحياة، وقد أدت حرب عبيرو إلى تقليص قدرة سكان المدينة على ممارسة الحياة اليومية: "... حقلي هو "زوجة بلا زوج"، ويفتقر إلى الزراعة."
ملاحظة: هناك سطرين مفقودين في أسفل الرسالة، على الجانب الآخر. أيضًا في نهاية الرسالة، ولكن الجمل النهائية مكتوبة على الحافة اليسرى للقرص، وقد تعرضت لأضرار جزئية. (انظر هنا:)
الرسالة EA 75 (انظر هنا أيضًا- (الوجه والعكس، إلخ.):) برقم C 4757 (12191)، من متحف القاهرة.

## المسمارية والأكادية
المسمارية لـ EA 75، والنص الأكادي.
الوجه (انظر هنا:)
| الفقرة | الترجمة الأكادية                                  | الترجمة العربية                           |
| ------ | ------------------------------------------------- | ----------------------------------------- |
| 1      | [{disz}]ri#-ib#-ad#-da# [iq-bi]                   | ريب حدة الأن يتحدث                        |
| 2      | [a]-na _en_-szu# _lugal# [kur-kur lugal gal_ ]    | إلى الرب ملك الأراضي                      |
| 3      | {d}nin_ sza _iri#_ [gub-la]                       | عشيقة ملك مدينة-ولاية جبيل(جوبلا)         |
| 4      | ti-din _kal-ga_ a-[na _lugal en_ia]               | أعلن القوة من أجل ربي                     |
| 5      | a-na _giri3-mesz en_-ia _{d}[ utu_-ia]            | يا رب إلهي شمسي عند القدمين               |
| 6      | [7(disz)]-szu# 7(disz)-a-an am-qu2-ut# [lu-u2]    | انحني 7مرات واخاطبك 7 مرات                |
| 7      | [i]-de _lugal en_-li i-nu-[ ma]                   | أعلم،.. الملك اللورد في هذا الوقت         |
| 8      | szal-ma-at _iri_ gub-la _geme2#_-[ka]             | مسالمة" مدينة جوبلا .. "خادمة"-لك         |
| 9      | isz3#-tu! da-ri-it _u4-kam2#-mesz_                | من الأبد – “الزمن” !                      |
| 10     | sza-ni#-tam _ga-kal_ nu-kur2 sza _erin2 gaz-mesz_ | ومع ذلك، (ال) “الحرب” “أي من” الجيش عبيرو |

## الأكادية
الوجه (انظر هنا:)
الفقرة أ
الفقرة أ
(السطر 1)—[ Diš ]-Rib-Hadda [ qabû ]
(2)—[ a ]-na Bēlu-šu lugal [kur-kur(mâtâti) lugal gal ]
(3)—dnin ša iri [ GUB-LA ]
(4)—idû[5] kal-ga(=dannu) a[na lugal EN-ia ]
(5)—ana GÌRI-MEŠ(šêpê) -//- Beli-ia dutu-ia
(6)—7(diš)-šu 7diš-a-an maqātu [?? lu-ú ??]
الفقرة ب
(7)—[ i ]-dû[6] lugal EN-li -//- inü[ ma .. ]
(8)—šalāmu iriGUBLa géme-ka
(9)—ìštu dār u4-kàm-meš
الفقرة ج
(10)—šanitam ga-kal nukurtu ša erìn-GAZ-MEŠ

## هابيرو/عبيرو

يُظهر ذكر صراع عبيرو في ذلك الوقت، حيث استيلاء عبيرو على دول المدن أو المناطق. تُظهر الخريطة مدنًا ومناطق مختلفة وتعاملاتها مع قبيلة عبيرو. (لا يوجد سوى 3 رسائل من لبايا شكمو/ شكيم.) أقرب ذكر لعبيرو هو من رسائل القدس لعبدي هبة، جنوب القدس مباشرة، الرسائل: EA 286 ،287 ،288 ،289، و EA 290.

### هجاءعبيروفي رسائل العمارنة
- EA 75, l. 10—šanitam ga-kal nukurtu ša erìn-GAZ-MEŠ–.–( ومع ذلك، "الحرب" "أي من "' جيش عبيرو...)
- EA 100, l. 26—KUR,.. ša ìl-qú LÚ.MEŠ GAZ,.. [ ištu ]–.]–( LÚ-MEŠ GAZ )
- EA 271, l. 16—..lú-meš Sa-GaZ-meš .. ( الرجال (ر), SA.GAZMEŠ(pl)
- EA 290, l. 24—..Ha-Pí-Ri .. ( هبيرو ( 'عبيرو ))
- EA 299, l. 18—..da-an-nu LÚ-SA-GAZ-meš .. ('"Strengthening" - LÚ.SA.GAZ.MEŠ ..( "تقوية العبيرو" )
- EA 366, l. 21—.. {LÚ} SA-GAZ .. ( LÚSA-GAZ (عبيرو))

## وصلات خارجية
- رسم خطي لـ EA 75، الوجه والعكس
- رسم الخط، المسماري، والأكادية، EA 75: الوجه والعكس ، CDLI no. P270987 ( مبادرة مكتبة شيكاغو الرقمية )
- قائمة CDLI بجميع رسائل EA Amarna، 1-382